# Rezerwat przyrody Las Adżlun
Rezerwat przyrody Las Adżlun (arab. ‏محمية غابات عجلون‎, ang. Ajloun Forest Reserve) – rezerwat położony w Jordanii, w muhafazie Adżlun. Rezerwat został utworzony w 1987 roku. Zarządzany jest przez Królewskie Towarzystwo Ochrony Przyrody.

## Charakterystyka
Położony jest na północ od Ammanu, na wyżynie Adżlun, zajmując obszar 12 km². Wysokość bezwzględna waha się od 600 do 1100 m n.p.m.
Rezerwat jest miejscem reintrodukcji sarny europejskiej. Hodowla tego gatunku rozpoczęła się w 1998 roku. Występują tu także m.in.: dzik euroazjatycki (Sus scrofa), kuna domowa (Martes foina), szakal złocisty (Canis aureus), lis rudy (Vulpes vulpes), hiena pręgowana (Hyaena hyaena), wiewiórka perska (Sciurus anonamalus), jeżozwierz indyjski (Hystrix indica) i wilk szary (Canis lupus). Wśród miejscowych gatunków roślinnych wyróżnia się dąb skalny (Quercus calliprinos), szarańczyn strąkowy (Ceratonia siliqua), pistację palestyńską (Pistacia palaestina) i chruścinę szkarłatną (Arbutus andrachne). Miejscowe lasy przez wieki były eksploatowane gospodarczo. W 2000 roku rezerwat został ogłoszony przez BirdLife International i Królewskie Towarzystwo Ochrony Przyrody „Ważnym Obszarem Ornitologicznym”.